# Eugène Schaus
Eugène Schaus (Gonderange, 12 de maig de 1901 - Ciutat de Luxemburg, 29 de març de 1978) fou un polític i jurista luxemburguès, figura principal als primers temps del Partit Democràtic, del qual ell seria el president des de 1952 fins a 1959.
Schaus es va mantenir en una sèrie de governs, sota Pierre Dupong i Pierre Werner, durant un període de trenta anys. Va ocupar el càrrec de viceprimer ministre, càrrec creat especialment per a Schaus, al primer govern Werner I, on va estar novament entre 1969 a 1974 al govern Werner-Schaus II, així com en una altra sèrie d'alts càrrecs.
Advocat amb experiència, va fer estudis a l'Ateneu de Luxemburg i de dret a les universitats de París, Brussel·les i Berlín. Schaus va ser elegit a la Cambra de Diputats el 1937 fins al 1940, quan el país va ser ocupat per l'Alemanya nazi i la Cambra va ser suspesa. Després d'haver negat jurar lleialtat a les forces de l'ocupació, Eugene Schaus, la seva esposa i els seus tres fills van passar la major part de la guerra als camps de deportació alemanys d'Europa Oriental, i només van tornar al final de la guerra. Va ser pel Grup de Patriotisme i Democràcia membre del Govern de la Unió Nacional, quan va ser nomenat com a ministre de l'Interior, i novament elegit en la pròxima elecció, el 1945. Va romandre a la Cambra de Diputats, com un diputat o com a ministre del govern, fins al 1974.
Schaus va ser reconegut com el més destacat polític liberal el 1947 per la seva inclusió en el grup de coalició del Partit Popular Social Cristià - Grup Democràtic sota Pierre Dupong, afegint el càrrec de Ministre de Justícia al d'Interior. A causa del seu lideratge en aquest govern, és conegut com el Ministeri Dupong-Schaus. El 1951, el CSV va formar una coalició amb el Partit Socialista dels Treballadors, expulsant Schaus del govern. A l'any següent, va ser elegit Schaus pel Partit Democràtic, succeint a Lucien Dury.
El 1958, un escàndol per corrupció al govern va permetre a Schaus, com a líder de l'oposició, una nova reactivació, i el seu partit novament va ser en el govern. Schaus va al·legar que el govern havia ofert un suborn per a un contractista; mentre aquest el negava i es va fer l'eliminació de l'empresa de la llista d'oferents, l'intent de suborn no es va aconseguir informar correctament, i el govern es va esfondrar. A les eleccions generals celebrades l'any següent, el Partit Democràtic gairebé va duplicar la seva quota d'escons, i es va substituir al LSAP en la coalició de govern que es va formar després de l'eleccions i de la mort del primer ministre Pierre Frieden.